# Beregi-Tiszahát
A Beregi-Tiszahát a Tisza Szatmári-Tiszaháttal szemben fekvő jobb partján, a Kárpátaljai-alföld déli és keleti részén található.

## Leírása
A Beregi-Tiszahát egy nagyobb, összefüggő történeti és földrajzi tájegység, a Szatmár-Beregi-síkság része, amely a Szamos folyó főfolyásától és a Nyírségtől a Kárpátok aljáig terjedő sík területet foglalja magába.
A terület egykori neve Silva Bereg volt és az egykori Bereg vármegyének a mai országhatár és a Tisza közötti, Tarpától Lónyáig terjedő részére terjedt ki.  Déli határa az évek során többször változott, mivel a trianoni békeszerződés után a történeti Bereg vármegye több helysége a Tisza bal partján terült el.

## Földrajza
Egykor az egész Beregi-Tiszahát területét összefüggő erdőtakaró borította. A falvak az erdők irtásaira települtek. Az irtásokkal kialakított szántóföldek azonban csak meghatározott számú népességet tudtak eltartani. A hagyományos gazdálkodást a 18–19. században végzett erdőirtások előtt az erdőkiélés különböző formái, az állattenyésztés és a folyók által biztosított javak, tevékenységi formák jellemezték.

## Nevezetesebb települései
- Csaroda
- Tarpa
- Tákos